# Женап
Женап (на френски: Genappe) е град в Централна Белгия, окръг Нивел на провинция Валонски Брабант. Населението му е около 14 100 души (2006).